# Крест Армии крайовой
Памятный знак «Крест Армии Крайовой» — памятная награда, учреждённая Союзом ветеранов Армии Крайовой.

## История
Крест Армии Крайовой учрежден Союзом ветеранов Армии Крайовой во главе с бывшим командующим Армии Крайовой генералом Т. Коморовским 1 августа 1966 года.
Крест Армии Крайовой относился к разряду памятных наград общественных и ветеранских организаций.
Предназначался для награждения ветеранов – бойцов Армии Крайовой и движения Сопротивления, сражавшихся с фашизмом на оккупированной немцами территории Польши.

## Описание знака
Крест Армии Крайовой представляет собой посеребренный греческий крест с очень широкими плечами. Плечи креста в сечении представляют собой сильно вытянутый ромб, острые углы которого ограничены бортиком.
На лицевой стороне креста в центральной его части помещен большой пятиугольный щит, обрамленный бортиком. В центре щита изображен «якорь», составленный из стилизованных букв «P» и «W» (Polska Walczaca), расположенных друг над другом – символ Армии Крайовой и польского движения Сопротивления. «Якорь» окружен венком из ветвей лавра. На заднем плане композиции изображен фрагмент кирпичной стены.
Оборотная сторона креста идентична лицевой с той лишь разницей, что в центре щита помещена надпись в четыре строки: «1939 / ARMIA / KRAJOWA / 1945».
Плечи креста с лицевой и оборотной стороны покрыты мелкой насечкой, ребра которой перпендикулярны осевым линиям креста.
Размеры креста 36 x 36 мм. Основание 17 мм. Ширина бортика 1,5 мм.
В верхней части креста имеется ушко с кольцом, с помощью которого он крепится к ленте. Кольцо с лицевой стороны украшено орнаментом.

## Лента
Лента знака белая с широкими красными полосками по краям и шестью тонкими красными полосками по середине.